# Gageac-et-Rouillac
Gageac-et-Rouillac település Franciaországban, Dordogne megyében. Lakosainak száma 441 fő (2022. január 1.). Gageac-et-Rouillac Lamonzie-Saint-Martin, Cunèges, Gardonne, Monestier, Pomport és Saussignac községekkel határos.

## Népesség
A település népességének változása:
| Lakosok száma | 451  | 395  | 440  | 451  | 423  | 432  | 465  | 477  | 478  | 441  |
|               | 1968 | 1982 | 1990 | 2006 | 2013 | 2015 | 2017 | 2019 | 2020 | 2022 |